# Josh Tarling
Joshua "Josh" Tarling, född 15 februari 2004 i Aberaeron, är en brittisk professionell landsvägscyklist och bancylist.

## Karriär
Tarling har cyklat professionellt sedan 2023. Bland hans meriter kan nämnas en andraplats i Vallonien runt är 2023. Samma år vann han tempoloppet vid de europeiska mästerskapen och en bronsmedalj vid världsmästerskapen.